# Maribel Sanz
Maribel Sanz (Barcelona, Espanha; 7 de fevereiro de 1965 é uma modelo e colaboradora de televisão espanhola que se fez conhecida na época dos 90 por desfilar para marcas famosas e por apresentar vários programas de televisão.

## Biografia
Maribel Sanz começou no mundo do espetáculo com tão só 16 anos de idade devido a seus aparecimentos num programa de televisão no que desfilava. Graças a isto, o diretor de televisão Valerio Lazarov se fixou nela e a contratou para fazer de hospedeira no programa Belezas na neve em Telecinco.
Dois anos mais tarde, em 1993, alinhou para a Antena 3 para fazer de hospedeira o programa Noite, noite junto a Emilio Aragón e Belén Rueda. Depois de vários anos de uma paragem televisiva para dedicar-se à modelo, Maribel ganhou o título de "Miss Barcelona" e interveio em vários desfiles de marcas conhecidas como Dior, Versace e Chanel.
Em 1998 voltou à televisão para colaborar nos programas Hoje, de manhã em Antena 3 e Crónicas Marcianas em Telecinco.
Após vários anos afastada da vida pública, tão só aparecendo esporadicamente em programas como Sabor a ti, Onde estás coração? e A teu lado, regressa a Telecinco em 2014 dá mão do concurso Olha quem salta!.
Em 2015 começa a colaborar no programa de 8tv Trencadís, apresentado por Sandra Barneda e em 2016 concorre em Salvame Snow Week para ser uma das novas colaboradoras de Salva-me diário.

## Vida pessoal
Em 1990 casou-se com o violonista Javier Catalá, com o que teve um filho, Adrián Catalá e do que se divorciou em 1993. Um ano depois, em 1994, casou-se com o cantor Sergio Dalma, com o que teve a seu segundo filho, Sergi Capdevila.
Em 2003 casou-se com o empresário Christian Jiménez, do que se divorciou em 2010. Ademais, tem tido relações com algumas personalidades importantes como Alessandro Lecquio ou Jack Rahal.

## Trajetória

### Programas de televisão
| Programas de televisão | Programas de televisão | Programas de televisão | Programas de televisão |
| Ano                    | Título                 | Canal                  | Notas                  |
| ---------------------- | ---------------------- | ---------------------- | ---------------------- |
| 1991                   | Belezas na neve        | Telecinco              | Hospedeira             |
| 1993                   | Noite, noite           | Antena 3               | Hospedeira             |
| 1998                   | Hoje, de manhã         | Antena 3               | Colaboradora           |
| 1998 - 1999            | Crónicas Marcianas     | Telecinco              | Colaboradora           |
| 2014                   | Olha quem salta!       | Telecinco              | Concursante            |
| 2015 - 2016            | Trencadís              | 8tv                    | Colaboradora           |
| 2016                   | Salvame Snow Week      | Telecinco              | Concursante            |
| 2018                   | Sábado Deluxe          | Telecinco              | Convidada              |